# Sydamerikanska mästerskapet i fotboll 1923
Sydamerikanska mästerskapet i fotboll 1923 spelades i Montevideo i Uruguay 29 oktober-2 december 1923. Deltog gjorde Argentina, Brasilien, Paraguay och Uruguay. Chile drog sig återigen ur.
Turneringen fungerade även som kvalificering för 1924 års olympiska fotbollsturnering i Paris i Frankrike.

## Matcher
Lagen spelade i en serie där alla mötte alla, där vinst gav två poäng, oavgjort en och förlust noll.
| Lag       | S | V | O | F | GM | IM | MS | P |
| --------- | - | - | - | - | -- | -- | -- | - |
| Uruguay   | 3 | 3 | 0 | 0 | 6  | 1  | +5 | 6 |
| Argentina | 3 | 2 | 0 | 1 | 6  | 6  | 0  | 4 |
| Paraguay  | 3 | 1 | 0 | 2 | 4  | 6  | −2 | 2 |
| Brasilien | 3 | 0 | 0 | 3 | 2  | 5  | −3 | 0 |

|  | 29 oktober 1923 | Argentina                         | 4 – 3   | Paraguay                        | Parque Central                            |                                           |
|  |                 | Saruppo 18′ Aguirre 58′, 77′, 86′ | (1 – 1) | Rivas 10′ Zelada 49′ Fretes 65′ | Montevideo Domare: Angel Minoli (Uruguay) | Montevideo Domare: Angel Minoli (Uruguay) |
|  |                 |                                   |         |                                 | Montevideo Domare: Angel Minoli (Uruguay) | Montevideo Domare: Angel Minoli (Uruguay) |
|  |                 |                                   |         |                                 | Montevideo Domare: Angel Minoli (Uruguay) | Montevideo Domare: Angel Minoli (Uruguay) |

|  | 4 november 1923 | Uruguay                 | 2 – 0   | Paraguay | Parque Central                                |                                               |
|  |                 | Scarone 11′ Petrone 87′ | (1 – 0) |          | Montevideo Domare: Servando Pérez (Argentina) | Montevideo Domare: Servando Pérez (Argentina) |
|  |                 |                         |         |          | Montevideo Domare: Servando Pérez (Argentina) | Montevideo Domare: Servando Pérez (Argentina) |
|  |                 |                         |         |          | Montevideo Domare: Servando Pérez (Argentina) | Montevideo Domare: Servando Pérez (Argentina) |

|  | 11 november 1923 | Brasilien | 0 – 1   | Paraguay     | Parque Central                                |                                               |
|  |                  |           | (0 – 0) | I. López 56′ | Montevideo Domare: Servando Pérez (Argentina) | Montevideo Domare: Servando Pérez (Argentina) |
|  |                  |           |         |              | Montevideo Domare: Servando Pérez (Argentina) | Montevideo Domare: Servando Pérez (Argentina) |
|  |                  |           |         |              | Montevideo Domare: Servando Pérez (Argentina) | Montevideo Domare: Servando Pérez (Argentina) |

|  | 18 november 1923 | Argentina              | 2 – 1   | Brasilien | Parque Central                             |                                            |
|  |                  | Onzari 11′ Saruppo 76′ | (1 – 1) | Nilo 15′  | Montevideo Domare: Miguel Barba (Paraguay) | Montevideo Domare: Miguel Barba (Paraguay) |
|  |                  |                        |         |           | Montevideo Domare: Miguel Barba (Paraguay) | Montevideo Domare: Miguel Barba (Paraguay) |
|  |                  |                        |         |           | Montevideo Domare: Miguel Barba (Paraguay) | Montevideo Domare: Miguel Barba (Paraguay) |

|  | 25 november 1923 | Uruguay             | 2 – 1   | Brasilien | Parque Central                                |                                               |
|  |                  | Petrone 56′ Cea 75′ | (0 – 0) | Nilo 59′  | Montevideo Domare: Servando Pérez (Argentina) | Montevideo Domare: Servando Pérez (Argentina) |
|  |                  |                     |         |           | Montevideo Domare: Servando Pérez (Argentina) | Montevideo Domare: Servando Pérez (Argentina) |
|  |                  |                     |         |           | Montevideo Domare: Servando Pérez (Argentina) | Montevideo Domare: Servando Pérez (Argentina) |

|  | 2 december 1923 | Uruguay               | 2 – 0   | Argentina | Parque Central                                            |                                                           |
|  |                 | Petrone 28′ Somma 88′ | (1 – 0) |           | Montevideo Domare: Antônio Carneiro de Campos (Brasilien) | Montevideo Domare: Antônio Carneiro de Campos (Brasilien) |
|  |                 |                       |         |           | Montevideo Domare: Antônio Carneiro de Campos (Brasilien) | Montevideo Domare: Antônio Carneiro de Campos (Brasilien) |
|  |                 |                       |         |           | Montevideo Domare: Antônio Carneiro de Campos (Brasilien) | Montevideo Domare: Antônio Carneiro de Campos (Brasilien) |

## Skytteligan
3 mål
- Valdino Aguirre
- Pedro Petrone

2 mål
- Blas Saruppo
- Nilo

1 mål
- Cesáreo Onzari
- Luis Fretes - Ildefonso López - Gerardo Rivas - Agustín Zelada
- Pedro Cea - Héctor Scarone - Pascual Somma